# Psilopleura sanguipuncta
Psilopleura sanguipuncta är en fjärilsart som beskrevs av George Francis Hampson 1898. Psilopleura sanguipuncta ingår i släktet Psilopleura och familjen björnspinnare. Inga underarter finns listade.